# James Ransone
 (novembre 2017).
Si vous disposez d'ouvrages ou d'articles de référence ou si vous connaissez des sites web de qualité traitant du thème abordé ici, merci de compléter l'article en donnant les références utiles à sa vérifiabilité et en les liant à la section « Notes et références ».
James Ransone est un acteur et musicien américain né en 1979 à Baltimore, Maryland. Il est surtout connu pour ses rôles d'Eddie Kaspbrak dans Ça: Chapitre 2, Ziggy Sobotka dans la deuxième saison de HBO Sur écoute, et le caporal Josh Ray Person dans la mini-série Generation Kill. Il apparaît dans un petit rôle récurrent dans la série de HBO Treme ou, au cinéma, dans Ken Park.

## Biographie
James Ransone commence sa carrière d'acteur en 2001 dans le film The American Astronaut. Il se fait  remarquer en 2002 avec Ken Park de Larry Clark et Ed Lachman dans le rôle de Tate, un garçon dérangé.
En 2003 il est choisi pour interpréter Chester « Ziggy » Sobotka dans la saison 2 de Sur écoute de David Simon, série qui a pour sujet la criminalité et les trafics de drogues à Baltimore, ville natale de James Ransone.
En 2006, à l'âge de 27 ans, James Ransone a développé une addiction à l’héroïne qu'il va combattre en partant six mois en Afrique sur le tournage de Generation Kill, mini série sur la guerre d'Irak créée par David Simon. Il y tient le rôle du caporal Josh Ray Person aux côtés d'Alexander Skarsgård et de Lee Tergesen. On retrouve également James Ransone dans quelques épisodes de Treme, la troisième série de David Simon.

## Filmographie

### Séries télévisées
- 2001 - 2006 : New York, police judiciaire (Law and Order) :
  - (saison 11, épisode 24 : Les Dessous de la politique) : Mark Dale
  - (saison 17, épisode 01 : Couple de stars) : Michael Wayland
- 2002 : New York 911 (Third Watch) : Frankie
  - (saison 3, épisode 18 : Faire de son mieux)
  - (saison 3, épisode 20 : Deux cent trente-trois Jours)
- 2002 : Ed (saison 2, épisode 20 : Le Grand Jeu) : Gary Morton
- 2003 : Sur écoute (The Wire) (12 épisodes) : Chester "Ziggy" Sobotka
- 2005 : Les Experts (CSI: Crime Scene Investigation) (saison 5, épisode 23 : Chambre froide) : Zack Capola
- 2006 : Jericho (saison 1, épisode 18 : Les Confessions) : Daryl
- 2006 : Love Monkey (saison 1, épisode 07 : The Window) : Glenn
- 2008 : Generation Kill (7 épisodes) : Caporal Josh Ray Person
- 2010 : Burn Notice (saison 4, épisode 13 : Ondes de choc) : Dennis Wayne Barfield
- 2010 - 2011 à la télévision : How to Make It in America (7 épisodes) : Tim
- 2011 : Hawaii 5-0 (Hawaii Five-0) (saison 1, épisode 19 : Ne Me'e Laua Na Paio) : Johnny D. / Perry Hutchinson
- 2011 - 2012 : Treme (10 épisodes) : Nick
- 2013 : Low Winter Sun (10 épisodes) : Damon Callis
- 2016 : Bosch (10 épisodes) : Eddie Arceneaux

### Cinéma

#### Courts métrages
- 2005 : Granted! : Larry
- 2013 : Year of the Rat :
- 2013 : The Man Who Came Out Only at Night :
- 2014 : Light Up The Night : Joe
- 2014 : False True Love :

#### Longs métrages
- 2001 : The American Astronaut de Cory McAbee : Bodysuit
- 2002 : Ken Park de Larry Clark et Ed Lachman : Tate
- 2003 : Nola (en) de Alan Hruska : Neo-Gothboy
- 2004 : A Dirty Shame de John Waters : Dingy Dave
- 2004 : Downtown: A Street Tale (en) de Rafal Zielinski : Billy
- 2004 : Malachance de Gerardo Naranjo : Mika
- 2005 : The Good Humor Man de Tenney Fairchild : Junebug
- 2006 : Directions (vidéo) (segment "What Sarah Said")
- 2006 : Inside Man : L'Homme de l'intérieur (Inside Man) de Spike Lee : Steve-O
- 2006 : Puccini et moi (Puccini for Beginners) de Maria Maggenti : Lone Guy at Bistro
- 2008 : Le Bal de l'horreur (Prom Night) de Nelson McCormick : Inspecteur Nash
- 2009 : The Perfect Age of Rock 'n' Roll de Scott D. Rosenbaum : Chip Genson
- 2010 : Les Trois Prochains Jours (The Next Three Days) de Paul Haggis : Harv
- 2011 : The Lie (en) de Joshua Leonard : Weasel
- 2011 : Un flic pour cible (The Son of No One) de Dito Montiel : Officier Thomas Prudenti
- 2012 : Sinister de Scott Derrickson : Shérif Adjoint
- 2012 : Starlet de Sean S. Baker : Mikey
- 2012 : Red Hook Summer de Spike Lee : Kevin
- 2013 : Broken City d'Allen Hughes : Todd Lancaster
- 2013 : Empire State de Dito Montiel : Agent Nugent
- 2013 : Old Boy de Spike Lee : Dr Tom Melby
- 2014 : Cymbeline de Michael Almereyda
- 2014 : Random d'Olly Blackburn
- 2014 : The Timber d'Anthony O'Brien : Wyatt
- 2014 : Bloomin Mud Shuffle de Frank V. Ross : Lonnie
- 2014 : Electric Slide de Tristan Patterson : Jan Philips
- 2015 : Sinister 2 de Ciaran Foy : Ex Shérif Adjoint
- 2015 : Tangerine de Sean Baker : Chester
- 2016 : Mr. Right de Paco Cabezas : Von Cartigan
- 2016 : In a Valley of Violence de Ti West : Gilly
- 2017 : Gemini de Aaron Katz :
- 2019 : Ça: Chapitre 2 (It: Chapter Two) d'Andrés Muschietti : Eddie Kaspbrak
- 2021 : Black Phone (The Black Phone) de Scott Derrickson : Max